# 오스트레일리아인
오스트레일리아인( - 人, 영어: Australian) 또는 호주인(濠洲人)은 오스트레일리아(호주) 국적을 가진 사람들을 지칭한다.

## 같이 보기
- 오스트레일리아의 총리 목록